# Syneora disrupta
Syneora disrupta är en fjärilsart som beskrevs av Walker 1860. Syneora disrupta ingår i släktet Syneora och familjen mätare. Inga underarter finns listade i Catalogue of Life.